# Bank of China Tower
La Bank of China Tower (en chino:中银大厦 ,pinyin:Zhōngyín dàshà) es un rascacielos ubicado en la ciudad de Hong Kong, China, que alberga las oficinas del Banco de China.

## Características
La estructura está compuesta por cinco columnas principales que soportan el edificio, con una en cada una de sus cuatro esquinas levantadas a diversas alturas, las cargas de la columna central se transfieren diagonalmente hacia las columnas de las esquinas. Este sistema estructural requiere elementos diagonales menos importantes y permite una estructura más ligera.
El concreto armado es el elemento principal en la estructura vertical de las columnas y otros elementos orgánicos de su construcción como los miembros horizontales y otras partes son de acero estructural de alta resistencia. La disposición flexible de la estructura tridimensional se logra gracias a las uniones en el espacio interior y que forman una planta libre que permite el cambios y/o modificaciones futuras en la disposición y construcción de la oficina. Esto ahorra energía y recursos, y en el concepto de iluminación natural las azoteas inclinadas permiten una iluminación más natural, y por lo tanto; se requiere de menos energía para la iluminación artificial, gracias a los cristales reflexivos de los que el edificio entero está cubierto, de un tono plata-azulado; y enmarcados en aluminio. Tal piel no solo refleja las imágenes del cielo y de la ciudad que cambian, sino que también absorbe la luz del sol, de modo que el consumo de energía para iluminación y calefacción se reducen.

## Historia
Fue diseñado por el arquitecto chino, nacionalizado estadounidense, Ieoh Ming Pei. 
La torre cuenta con 72 plantas, mide 367 metros de altura y fue construida en 1989 junto a la estación Central MTR. Fue el edificio más alto de Hong Kong) y Asia desde 1989 hasta 1992, y fue el primer rascacielos fuera de Estados Unidos en superar la barrera de los 300 metros de altura. Cuando se terminó su construcción era el edificio más alto del mundo fuera de Norteamérica.
Tiene un pequeño mirador en la planta 43 abierto al público. Aquellos que deseen subir al mirador de la planta 70 deben pedir cita. El edificio consta de cuatro torres triangulares de cristal y aluminio, todas las alturas que varían, que emergen triunfante de un pedestal muy estético hecho de granito. Los cambios geométricos que ocurren en las subidas del edificio hacia el cielo son el aspecto más intrigante de la torre. Los ángulos y los puntos agudos aportan una estética interesante, siendo este un contraste de la arquitectura llana que domina la ciudad con la propia geometría de la estructura en cuestión, aparte; el cristal reflexivo de plata usado en la torre crea los puntos que reflejan la luz en días soleados así como en noche, cuando Hong Kong es radiante con muchas luces que artificialmente la iluminan.
Se dice que I.M Pei diseñó el Bank of China Tower «representando las aspiraciones del pueblo chino, y que con todo también simboliza la voluntad hacia la colonia británica»; y se ha observado que la planta de bambú sirve de inspiración para este edificio único y que el tronco de esta estructura masiva es representante de los anillos de crecimiento característicos del bambú, que en esta cultura son el símbolo de la esperanza y de la revitalización.